# Tribunal de Justiça do Estado de São Paulo
O Tribunal de Justiça do Estado de São Paulo (TJSP) é um órgão brasileiro do poder judiciário do estado de São Paulo, com sede na capital estadual e jurisdição em todo o território estadual.
É constituído por 56 Circunscrições Judiciárias (CJ) pelo interior do estado e conta com 360 desembargadores, sendo considerado o maior tribunal do mundo. Se forem considerados, além dos desembargadores, os juízes substitutos em segundo grau e os juízes convocados, a quantidade de julgadores chega a 729. Em janeiro de 2009, a quantidade de processos em andamento na justiça estadual paulista atingiu 18,21 milhões.
O presidente eleito para o biênio 2024/25 é o desembargador Fernando Antonio Torres Garcia.

## Atribuições
O Tribunal de Justiça de São Paulo, como órgão superior do Poder Judiciário do estado, é a instância recursal às sentenças proferidas por juízes de Direito (de primeira instância) nas comarcas do estado. As suas atribuições são definidas pela Constituição do Estado de São Paulo (em seu artigo 74), sendo algumas delas:
- Processar e julgar originariamente:

1. nas infrações penais comuns: o vice-governador, os secretários de Estado, os deputados estaduais, o procurador-geral de Justiça, o procurador-geral do Estado, o defensor público Geral e os prefeitos.
2. nas infrações penais comuns e nos crimes de responsabilidade: os juízes do Tribunal de Justiça Militar, os juízes de Direito e os juízes de Direito do juízo militar, os membros do Ministério Público, exceto o procurador-geral de Justiça, o Delegado Geral da Polícia Civil e o Comandante Geral da Polícia Militar do Estado de São Paulo.
3. os mandados de segurança e os “habeas data” contra atos do governador, da Mesa e da Presidência da Assembleia, do próprio Tribunal ou de algum de seus membros, dos Presidentes dos Tribunais de Contas do Estado e do Município de São Paulo, do procurador-geral de Justiça, do prefeito e do presidente da Câmara Municipal da Capital.
4. os “habeas corpus”, nos processos cujos recursos forem de sua competência ou quando o coator ou paciente for autoridade diretamente sujeita à sua jurisdição, ressalvada a competência do Tribunal de Justiça Militar, nos processos cujos recursos forem de sua competência.
5. os mandados de injunção, quando a inexistência de norma regulamentadora estadual ou municipal, de qualquer dos Poderes, inclusive da administração indireta, torne inviável o exercício de direitos assegurados nesta Constituição.
6. a representação de inconstitucionalidade de lei ou ato normativo estadual ou municipal, contestados em perante a Constituição Estadual, o pedido de intervenção em Município e ação de inconstitucionalidade por omissão, em face de preceito da Constituição Estadual.
7. as ações rescisórias de seus julgados e as revisões criminais nos processos de sua competência.
8. os conflitos de atribuição entre as autoridades administrativas e judiciárias do Estado.
9. a reclamação para garantia da autoridade de suas decisões.
10. a representação de inconstitucionalidade de lei ou ato normativo municipal, contestados em face da Constituição Federal[5].

- provocar a intervenção da União no Estado para garantir o livre exercício do Poder Judiciário, nos termos Constituição Estadual e da Constituição Federal
- requisitar a intervenção do Estado em Município, nas hipóteses previstas em lei.

## Composição atual dos cargos de direção e de cúpula
- Desembargador Fernando Antonio Torres Garcia - Presidente
- Desembargador Artur Cesar Beretta da Silveira - Vice-Presidente
- Desembargador Francisco Eduardo Loureiro - Corregedor
- Desembargador Heraldo de Oliveira Silva -  Presidente da Seção de Direito Privado
- Desembargador Ricardo Cintra Torres de Carvalho - Presidente da Seção de Direito Público
- Desembargador Adalberto José Queiroz Telles de Camargo Aranha Filho - Presidente da Seção Direito Criminal
- Desembargador José Carlos Gonçalves Xavier de Aquino - Decano

## Símbolos e identidade visual
A bandeira foi criada em 2005, pela Resolução nº 198. Em 2009 o Conselho Nacional de Justiça editou a resolução nº 85, tratando a respeito da comunicação social no âmbito do Poder Judiciário. Assim, o TJSP, baixou a resolução nº 552/2011 oficializando bandeira como logomarca oficial nas apresentações visuais do Tribunal de Justiça.